# Farum Park
Farum Park é um estádio de futebol localizado na cidade de Farum, Dinamarca.
Construído e inaugurado em 1999,  possui 9.800 assentos. É utilizado pelo Nordsjælland.  A partir da temporada de 2012-2013 do Campeonato Dinamarquês, foi permitido e instalado grama sintética.

## Ligações Externas
- Farum Park (em dinamarquês)
- Danmarks Stadions (em dinamarquês)